# Ceretto Lomellina
Ceretto Lomellina (Saré in dialetto lomellino) è un comune italiano di 185 abitanti della provincia di Pavia in Lombardia. Si trova nella Lomellina occidentale, presso la riva destra dell'Agogna.

## Storia
Ceretto è menzionato in una carta del 988, nella quale si concedono in enfiteusi diverse terre quae jacet in loco Cerreto, appartenenti al monastero di San Silvestro. Secondo gli storici lomellini Francesco Pezza e Enrico Pollini nella zona fra la cascina Olai e il centro del comune sorgeva un hospitale del Santo Sepolcro che, come tanti altri dislocati lungo il percorso delle strade romee, offrivano rifugio ai pellegrini ed erano dotati di particolari rendite patrimoniali. Potrebbe essere stato fondato nei secoli XI o XII, dopo la prima crociata in Terrasanta. Se ne parla in un atto di permuta di alcuni beni in paese e fuori, rogato con l'abbazia di Santa Croce di Mortara e controfirmato dai vescovi di Pavia, Bergamo, Como, Torino, Novara e Vercelli. Un tratto di massicciata con ciottoli, beole e lastre è stato trovato nel 1905, per testimonianza fatta al Pezza dal sig. Antonio Provera di Ceretto.
Appartenne nel medioevo ai conti palatini di Lomello, un ramo dei quali prese nome da Ceretto: nel 1311 era rappresentato dai conti palatini Bonifacio e Uberto, ma probabilmente questo ramo della casata si estinse nei decenni seguenti. Nel XV secolo il luogo infatti appare feudo dei Beccaria di Pavia (la città dominava il territorio di fatto dalla metà del XII secolo, e di diritto dal 1164), e successivamente dei Giorgi, sempre di Pavia. Nel 1637 fu infeudato ad Egidio de Roma, patrizio milanese, il cui nipote Gregorio ottenne di chiamarsi Orsini di Roma in virtù di una supposta discendenza dagli Orsini. Il feudo degli Orsini di Roma durò fino all'abolizione del feudalesimo (1797). Ceretto, con tutta la Lomellina, entrò a far parte dei domini dei Savoia nel 1707, e nel 1859 fu incluso nella provincia di Pavia.

### Simboli
Lo stemma e il gonfalone sono stati concessi con decreto del presidente della Repubblica del 14 maggio 1955.
Il gonfalone è un drappo partito di bianco e di verde.

## Monumenti e luoghi d'interesse
I nomi dei vicoli del paese danno forse indicazioni sulle costruzioni ormai scomparse: un monastero dedicato al Santo Sepolcro, scomparso nel XVI sec. ed il castello, ricostruito dai Beccaria, che sarebbe stato ubicato sopra un'altura, in fondo al vicolo del Torrione. Infine in via Roma è ancora visibile su un edificio lo stemma priorale dell'Ordine Mortariense di Santa Croce.

### Chiesa di San Pietro Apostolo
Ricordata fin dal XIV secolo, la parrocchia passò alle dipendenze dei Canonici Lateranensi di Mortara che la resero fin al 1778. La chiesa fu ricostruita a partire dal 1764 sulle tracce dell'edificio più antico: si vedono strati di mattoni romani, mura medievali a fustelli e ricostruzioni del XV sec. Di stile barocco piemontese, ha una pianta a croce latina con l'altare maggiore di marmo policromo. Si conserva la stanza priorale, sopra la sacrestia, con stucchi e porta del XVI sec. e una tazza acquasantiera in marmo rosso raffigurante il Cristo sofferente risalente al XV secolo. Caratteristico è il "presepe motorizzato", i cui giochi di luce e cascate d’acqua, nonché le oltre 200 statuine in movimento, da ormai alcuni anni nel periodo natalizio portano a Ceretto un buon numero di visitatori da tutta la Lomellina e dalle zone limitrofe.

## Società

### Evoluzione demografica
Abitanti censiti

## Cultura

### Cucina

#### Sagra dell'Anatra
Festa gastronomica con piatti tipici a base di anatra, ogni prima domenica di settembre.